# Muzeum w Mrągowie
Muzeum w Mrągowie – muzeum z siedzibą w Mrągowie, będące oddziałem Muzeum Warmii i Mazur w Olsztynie. Siedzibą placówki są pomieszczenia miejskiego ratusza, pochodzącego z 1825 roku.

## Historia
Muzeum powstało w 1969 roku na bazie istniejącej od 1966 roku Izby Regionalnej. Placówka, działająca pod nazwą Muzeum Ziemi Mrągowskiej, miała swą siedzibę w pochodzącym z XVIII wieku budynku Strażnicy Bośniackiej. W 1975 roku zbiory zostały przeniesione do budynku ratusza, natomiast w sierpniu tego roku placówkę przekształcono w oddział olsztyńskiego muzeum. W nowej lokalizacji muzeum działa do dziś, jedynie w latach 1992–1996 zbiory zostały przeniesione ze względu na remont budynku.

## Działalność
Aktualnie w muzeum prezentowana jest archeologiczno - historyczna wystawa stała: „Mrągowo i ziemia mrągowska od zarania dziejów po czasy współczesne”, której kuratorami są dr hab. Mirosław J. Hoffmann oraz dr Sebastian Mierzyński, obejmująca dzieje Pojezierza Mrągowskiego począwszy od epoki kamienia po XX wiek, m.in. prezentującą odkrycie archeologiczne z Czaszkowa (jezioro Nidajno) - elitarne wyposażenie wojskowe z okresu wpływów rzymskich.
Muzeum jest obiektem całorocznym. Czynne codziennie z wyjątkiem niedziel. Wstęp jest płatny.